# Veendam
Veendam este o comună și o localitate în provincia Groningen, Țările de Jos. 

## Localități componente
Bareveld, Borgercompagnie, Kibbelgaarn, Korte Akkers, Numero Dertien, Ommelanderwijk, Tripscompagnie, Veendam, Wildervank, Wildervanksterdallen, Zuidwending.

## Oameni notabili din Veendam
- Herman Johannes Lam (3 ianuarie 1892), botanist
- Marius Duintjer (n. 22 decembrie 1908), arhitect (d. 1983)
- Wim Pijbes (1961), istoric de artă
- Hendrik De Cock (1801-1842), ministru
- Rein de Graaff - pianist de jazz de renume internațional, inclusiv câștigatorul Premiului VPRO/Boy Edgar (1980)

## Orașe infrățite
- Gniezno, Polonia
- Kelowna, Canada